# Hebsūr
Hebsūr är en ort i Indien.   Den ligger i distriktet Dharwad och delstaten Karnataka, i den sydvästra delen av landet, 1 500 km söder om huvudstaden New Delhi. Hebsūr ligger 589 meter över havet och antalet invånare är 5 808.
Terrängen runt Hebsūr är platt. Runt Hebsūr är det ganska tätbefolkat, med 192 invånare per kvadratkilometer. Närmaste större samhälle är Navalgund, 13,1 km norr om Hebsūr. Trakten runt Hebsūr består till största delen av jordbruksmark.